# Judith Blunt-Lytton, 16. Baroness Wentworth

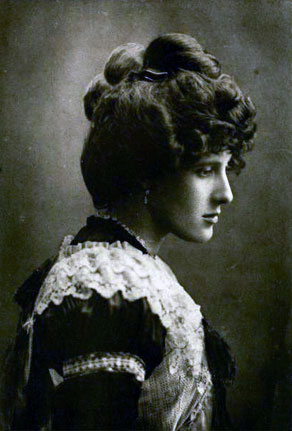
Judith Blunt-Lytton, 1911

Judith Anne Dorothea Blunt-Lytton, 16. Baroness Wentworth (* 6. Februar 1873 in London; † 8. August 1957 in Crawley, Sussex) war eine britische Aristokratin, Züchterin arabischer Pferde und Tennisspielerin. Als Eigentümerin des Gestüts Crabbet Park in der Zeit von 1917 bis 1957 hatte sie tiefgreifenden Einfluss auf das Zuchtgeschehen Arabischer Vollblutpferde weltweit. Zu Beginn des 21. Jahrhunderts führten ca. 90 Prozent aller bei der Weltorganisation WAHO eingetragenen Tiere Blut aus den Linien der Crabbet-Zucht.

## Leben und Leistungen
Judith war die älteste Tochter und einziges überlebendes Kind des britischen Poeten Wilfrid Scawen Blunt und seiner Frau Lady Anne King-Noel, die als Schlüsselfigur in der Begründung der europäischen Araberzucht gilt. Ihre Großmutter war die Mathematikerin Ada Lovelace, die als die erste Programmiererin der Welt bezeichnet wird. Ihr Urgroßvater war der Dichter Lord Byron. Judith verbrachte einen Großteil ihrer Kindheit in Ägypten und dem mittleren Osten, wo ihre Eltern arabische Pferde für ihre Gestüte kauften. Dadurch war die gesamte Familie vertraut mit der Kultur des mittleren Ostens und beherrschte die arabische und türkische Sprache fließend.
Am 2. Februar 1899 heiratete Judith in Kairo Hon. Neville Stephen Lytton, den jüngsten Sohn des 1. Earl of Lytton. Später zog das Paar nach Crabbet Park in Sussex, Vereinigtes Königreich, wo es drei Kinder bekam:
- Noel Anthony Scawen Lytton, 4. Earl of Lytton, 17. Baron Wentworth (1900–1985), ⚭ 1946 Clarissa Mary Palmer (um 1916–2006);
- Lady Anne Lytton (1901–1979);
- Lady Winifrid Lytton (1904–1985), ⚭ 1921 Claude Tryon († 1949).

Später entfremdete sich Blunt-Lytton von ihrem Mann und wurde vermutlich 1923 geschieden. Neville heiratet kurze Zeit darauf erneut, während sie nicht wieder heiratete und sich bis zu ihrem Tod voll der Leitung ihres Gestüts widmete. Nach ihrer Scheidung hatte Judith Blunt-Lytton sich von ihren Kindern entfremdet, sie sah ihren Sohn Noel erst nach 30 Jahren auf ihrem Totenbett im Jahre 1957 wieder.
1947 erbte Blunt-Lyttons Ex-Ehemann Neville den Titel Earl of Lytton von seinem kinderlosen Bruder. Bei seinem eigenen Tod im Jahre 1951 ging der Titel auf seinen Sohn Noel über, nach dem Tod Judith Blunt-Lyttons auch der Titel Baron Wentworth.

## Gestütsgeschichte
1904 übereignete Judiths Vater ihr das Gestüt Crabbet Park. Im selben Jahr änderte sie ihren Familiennamen zu Blunt-Lytton. Zwei Jahre später trennten sich Blunt-Lyttons Eltern und teilten das Gestüt Crabbet Park. Während ihr Vater Wilfrid in der Nähe des Gestüts verblieb, zog ihre Mutter Lady Anne nach Ägypten in ihr Gestüt Sheykh Obeyd in der Nähe von Kairo, wo sie weiter arabische Pferde züchtete.
Ihre Mutter erbte Juni 1917 aus eigenem Recht den Adelstitel 15. Baroness Wentworth und starb im Dezember 1917, woraufhin Blunt-Lytton diesen Titel als 16. Baroness erbte. Aufgrund der anfänglichen Versuche ihres Vaters, sie zu enterben, um den gesamten Besitz von Crabbet Park zu erlangen, hatte sich Judith auch mit ihrer Mutter zerstritten, die daraufhin ihren Anteil von Crabbet Park unter der Aufsicht eines unabhängigen Treuhänders an Blunt-Lyttons Tochter Anne, ihre Enkelin, übertragen hatte. Das verärgerte ihren Vater Wilfrid und es kam zu einem Rechtsstreit, bei dem das Eigentum an den Pferden in den folgenden Jahren mehrfach zwischen den beiden Gestüten wechselte. Wilfrid, inzwischen in ernsten Geldsorgen, verkaufte Pferde, um seine Schulden bezahlen zu können. Einige dieser Tiere konnte seine Tochter später zurückkaufen, viele davon – speziell die in die Vereinigten Staaten verkauften – entzogen sich jedoch ihrem Zugriff.
Blunt-Lyttons Tochter Lady Anne Lytton züchtete weiter arabische Pferde und machte sich durch ihre Arbeit weltweit verdient.
Der letzte Wille von Lady Wentworth sah vor, dass ihr Anteil an dem Gestüt Crabbet Park an ihren Gestütsleiter Geoffrey Covey übergehen sollte. Dieser starb jedoch einige Tage vor Lady Wentworth, weshalb das Gestüt an dessen Sohn Cecil fiel. Die Gebäude des Anwesens von Crabbet Park stehen bis heute. Nachdem die neue Autobahn M23 im Jahre 1971 das Anwesen in zwei Teile teilte, kam Cecil Covey – nunmehr ein alter Mann – nicht umhin, das Gestüt zu verkaufen und die Pferde aufzugeben.